# Nagchu
Nagchu även känd som Nagqu är den till ytan största prefekturen i den autonoma regionen Tibet i Folkrepubliken Kina. Qingzang-järnvägen löper igenom staden och har en station i staden Nakchu, som är belägen på 4 526 meters höjd över havet.

## Administrativ indelning
Prefekturen är uppdelad i 11 härad:
| Karta | Karta    | Karta     | Karta         | Karta       | Karta              | Karta                    | Karta       | Karta                     |
| ----- | -------- | --------- | ------------- | ----------- | ------------------ | ------------------------ | ----------- | ------------------------- |
|       |          |           |               |             |                    |                          |             |                           |
| Nr    | Namn     | Kinesiska | Pinyin        | Tibetanska  | Wylie              | Befolkning (2003 uppsk.) | Areal (km²) | Befolknings- täthet(/km²) |
| Härad |          |           |               |             |                    |                          |             |                           |
| 1     | Nagchu   | 那曲县    | Nàqū xiàn     | ནག་ཆུ་རྫོང་    | nag chu rdzong     | 80 000                   | 16 195      | 5                         |
| 2     | Lhari    | 嘉黎县    | Jiālí xiàn    | ལྷ་རི་རྫོང་     | lha ri rdzong      | 20 000                   | 13 056      | 2                         |
| 3     | Driru    | 比如县    | Bǐrú xiàn     | འབྲི་རུ་རྫོང་    | 'bri ru rdzong     | 40 000                   | 11 680      | 3                         |
| 4     | Nyenrong | 聂荣县    | Nièróng xiàn  | གཉན་རོང་རྫོང་  | gnyan rong rdzong  | 30 000                   | 9 017       | 3                         |
| 5     | Amdo     | 安多县    | Ānduō xiàn    | ཨ་མདོ་རྫོང་    | a mdo rdzong       | 30 000                   | 43 411      | 1                         |
| 6     | Shentsa  | 申扎县    | Shēnzhā xiàn  | ཤན་རྩ་རྫོང་    | shan rtsa rdzong   | 20 000                   | 25 546      | 1                         |
| 7     | Sog      | 索县      | Suǒ xiàn      | སོག་རྫོང་      | sog rdzong         | 30 000                   | 5 744       | 5                         |
| 8     | Palgon   | 班戈县    | Bāngē xiàn    | དཔལ་མགོན་རྫོང་ | dpal mgon rdzong   | 30 000                   | 28 383      | 1                         |
| 9     | Drachen  | 巴青县    | Bāqīng xiàn   | སྦྲ་ཆེན་རྫོང་    | sbra chen rdzong   | 40 000                   | 10 326      | 4                         |
| 10    | Nyima    | 尼玛县    | Nímǎ xiàn     | ཉི་མ་རྫོང་     | nyi ma rdzong      | 20 000                   | 72 499      | 0                         |
| 11    | Tsonyi   | 双湖县    | Shuānghú xiàn | མཚོ་གཉིས་རྫོང་  | mtsho gnyis rdzong | 10 000                   | 116 637     | 0                         |